# Крушевска афера
Крушевската афера е провал в организационната мрежа на Вътрешната македоно-одринска революционна организация в Крушево и Крушевско от пролетта на 1902 година. Заедно с последвалите Ракитнишка и Михайлова афера нанасят силен удар на организацията.

## Предистория
Революционното организиране на Крушевската околия завършва в 1901 година. Околията е предимно планинска, което позволява свободно придвижване на българските чети. От началото на 1902 година властите започват да усещат, че се организира въстание и като ответна мярка засилват терора в Крушево и по селата. В 1902 година крушевските граждани се оплакват от крушевския полицейски пристав Али ефенди, който се държи брутално с българите и посяга на 14-годишната Заха Илкова от махалата Нова черква. В резултат е изпратена анкетна комисия, в която влизат битолските полицаи Саит ефенди и Мюрат ефенди, главорезът Ариф Колджия и самият обвиняем. Реално задачата на анкетната комисия е да разкрие революционната мрежа и организацията, която властта подозира, че стои зад оплакването. Анкетната комисия провежда серия обиски и арести, много от арестуваните са затворени в Битолския затвор и изтезавани. Бити са водачът на ВМОРО Тома Никлев, 80-годишният сляп старец Кръсте Дойчинов, бременната жена на Тирчо Карев Заха Янакиева Карева. Арестувани са Стойче Станковски, Григор Божинов, Христо Кюркчиев, Кола Бояджия, Питу Гьондов (Геонда), Георги (Георче) Тренков, братя Никола (Коле), Димитър (Мито) и Алексо Иванови, учителят Константин Белчев, Алексо Иванов на 14 години и други. Последват и арести и побоища по селата Горно Дивяци, Пуста река, Долно Дивяци, Арилево, Сланско, Зашле, Ракитница, Растовица и Острилци.
Впоследствие нелегални стават учителите Петко Иванов, Даме Новев и Методи Стойчев и Никола Карев и гражданите Тирчо Карев, Тома Кръстев Дойчинов, Павле Костов, Георги Иванов, Никола Топузов – повечето в четата на Велко Марков, други в други чети, а трети за България.
Малко след Крушевската, след разкриване на четата на крушевския войвода Велко Марков в селото Ракитница, избухва Ракитнишката афера.